# ليو آدامز
ليو آدامز هو نقابي روسي، ولد في 1940.